# Терињано (Фрозиноне)
Терињано је насеље у Италији у округу Фрозиноне, региону Лацио.
Према процени из 2011. у насељу је живело 30 становника. Насеље се налази на надморској висини од 377 м.